# Pascal Ackermann
Pour les articles homonymes, voir Ackermann.
Pascal Ackermann (né le 17 janvier 1994 à Kandel) est un coureur cycliste allemand. Spécialiste du sprint, il est notamment champion d'Allemagne sur route en 2018, lauréat du classement par points et de deux étapes du Tour d'Italie 2019, ainsi que de deux étapes du Tour d'Espagne 2020.

## Biographie
Jusqu'en 2014, il privilégie les compétitions sur piste. En 2011, il devient champion du monde de vitesse par équipes juniors et vice-champion d'Europe de vitesse par équipes juniors. L'année suivante, lors des championnats d'Europe juniors, il est champion d'Europe de l'omnium et médaillé de bronze de l'américaine. La fédération allemande voit en lui la future star du kilomètre, mais une blessure au genou le retarde dans sa progression et il décide de passer aux compétitions sur route.
En 2013, il rejoint la formation allemande Rad-net Rose. Lors du Szlakiem Grodów Piastowskich 2015, il remporte au sprint la deuxième étape, sa première course cycliste internationale parmi les élites. En 2016, il est champion d'Allemagne sur route espoirs, vainqueur de deux étapes du Tour de Berlin et vice-champion du monde sur route espoirs à Doha, battu au sprint par Kristoffer Halvorsen.
En 2017, il rejoint l'équipe World Tour allemande Bora-Hansgrohe. En avril, il est cinquième du sprint du Grand Prix de l'Escaut, soutenu par son leader Peter Sagan. Plus tard, il remporte le classement des sprints du Tour des Alpes.
En 2018, il gagne de nombreux succès au sprint sur le circuit World Tour. Il s'adjuge une étape sur le Tour de Romandie et sur le Critérium du Dauphiné. En juin, il est champion d'Allemagne sur route, devant John Degenkolb, Max Walscheid et André Greipel. En juillet, il gagne la RideLondon-Surrey Classic, sa première victoire sur une classique du World Tour, puis enchaîne avec les deux premières étapes du Tour de Pologne où il domine à chaque fois le Colombien Álvaro Hodeg. En septembre, il est le troisième coureur de l'histoire à signer le doublé Brussels Cycling Classic-Grand Prix de Fourmies, après Eddy Merckx et Robbie McEwen,.
L'année suivante, il continue à accumuler les succès, avec des victoires au sprint lors de la Clásica de Almería, Bredene Koksijde Classic et Eschborn-Francfort, sa deuxième classique World Tour. En mai, il participe au Tour d'Italie, son premier grand tour. Il s'impose lors des deuxième et cinquième étape, s'adjuge le maillot cyclamen du classement par points. Il devient le premier Allemand vainqueur de ce classement sur le Giro. Fin juillet, il est sélectionné pour représenter son pays aux championnats d'Europe de cyclisme sur route et se classe troisième de la course en ligne derrière Elia Viviani et Yves Lampaert.
Au premier trimestre 2020, il s'adjuge la Clásica de Almería ainsi que la première étape du Tour des Émirats arabes unis. La pandémie de Covid-19 qui sévit dans le monde et l'annulation des compétitions qui en découle ne lui permettent de poursuivre ce bon début de saison et de glaner d'autres succès au premier semestre. Au cours de l'été il remporte deux étapes du Sibiu Cycling Tour et termine troisième de la course en ligne du championnat d'Europe disputé à Plouay dans le Morbihan. Fin août, il se classe sixième de la Brussels Cycling Classic. Le mois suivant, il gagne deux étapes de Tirreno-Adriatico. Non-aligné sur le Tour de France et sur le Tour d'Italie, il fait ses débuts sur le Tour d'Espagne, où il gagne deux étapes, dont la dernière à Madrid.
En 2021, il décroche une troisième place d'étape sur chacune de ses trois premières courses, l’Étoile de Bessèges, le Tour des Émirats arabes unis et Paris-Nice. Il retrouve cette place sur la Classic Bruges-La Panne. Il ne parvient pas à faire mieux les mois suivant, 6e du Grand Prix de l'Escaut et 5e d'étape sur le Tour de l'Algarve. Même à un niveau inférieur, sur le GP du canton d'Argovie (5e) et le Tour des onze villes (6e), il ne réussit pas à lever les bras. En juin, il décroche une nouvelle troisième place, sur la dernière étape du Tour de Belgique. En manque de résultats, son équipe fait le choix de ne pas l'aligner sur le Tour de France, lui préférant Peter Sagan. À la place, il remporte deux étapes et le classement par points du Sibiu Cycling Tour, ainsi que trois autres étapes et le classement par points de la Semaine cycliste italienne. De retour sur les routes allemandes, fin août, il est deuxième du Tour d'Allemagne, où il gagne une étape et le classement par points. Il se classe également deuxième du Grand Prix de Fourmies et cinquième d'Eschborn-Francfort, une classique World Tour.
En 2022, il change d'équipe et rejoint la formation UAE Team Emirates. Après plusieurs classiques de préparation en Espagne, il participe à l'Étoile de Bessèges où il joue un rôle d'équipier pour Ulissi. Il prend ensuite le départ de l'UAE Tour et se classe 2e de la 3e étape, il participe ensuite à Tirreno-Adriatico et signe un top 10. Après plusieurs courses par étapes disputées sans grands succès, l'Allemand réalise une bonne campagne de classiques flandriennes en remportant la Bredene Koksijde. Sur les autres classiques françaises et belges, il joue un rôle d’équipier pour ses leaders comme Pogačar ou Trentin. Sa saison continue avec le Tour de Slovénie où il réalise un podium d'étape. Sur le Tour de Pologne, il remporte la 4e étape avant de prendre le départ du Tour d'Espagne. Durant cette course, Ackermann signe trois podiums d'étapes mais aucune victoire. En fin d'année, il participe à plusieurs épreuves françaises comme Paris-Bourges et Paris-Tours mais abandonne avant l’arrivée.
Sa saison 2023 est marquée par sa victoire sur la 11e étape du Tour d'Italie. À part cette victoire de prestige, il remporte également la 1re étape du Tour d'Autriche et termine 2e de la Bredene koksijde. En fin de saison, il signe avec l'équipe Israel-Premier Tech .
En début de saison 2024, le sprinteur allemand participe à l'UAE Tour et à Paris-Nice en réalisant un seul podium d'étape. En mai, il réalise 3 top 5 sur les 4 jours de Dunkerque avant de se classer 4e et 5e de la Brussels Cycling Classic et du Tour de Cologne. En juillet, il participe au Tour de France et signe 7 top 10 dont 3 podiums sur des étapes de la Grande Boucle, l'Allemand réalise donc un bon Tour de France pour l'équipe Israel-Premier Tech.

## Honneur

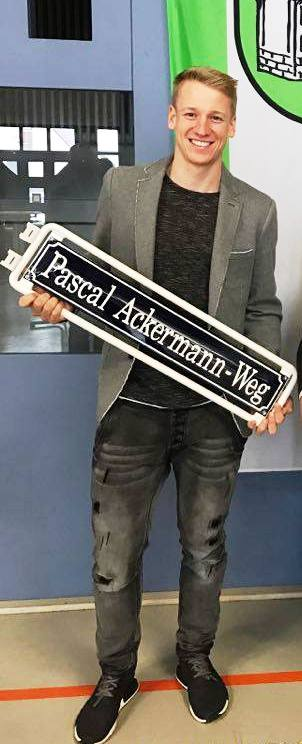
Ackermann avec le panneau de la voie qui porte son nom.

Une rue porte son nom à Minfeld, la Pascal-Ackermann-Weg,.

## Palmarès sur route

### Par année
- 2011
  - 3e étape de l'International 3-Etappen-Rundfahrt der Rad-Junioren
- 2012
  - 3e étape du Tour de Basse-Saxe juniors
- 2015
  - 2e étape du Szlakiem Grodów Piastowskich
  - 2e étape du Tour de l'Oder
  - 2e de la Neuseen Classics – Rund um die Braunkohle
  - 8e du championnat d'Europe sur route espoirs
- 2016
  -  Champion d'Allemagne sur route espoirs
  -  Champion d'Allemagne du contre-la-montre par équipes
  - 3e et 4e étapes du Tour de Berlin
  -  Médaillé d'argent du championnat du monde sur route espoirs
  - 3e du Tour de Münster
- 2017
  - 4e du championnat d'Europe sur route
- 2018
  -  Champion d'Allemagne sur route
  - 5e étape du Tour de Romandie
  - 2e étape du Critérium du Dauphiné
  - RideLondon-Surrey Classic
  - 1re et 2e étapes du Tour de Pologne
  - Brussels Cycling Classic
  - Grand Prix de Fourmies
  - 2e étape du Tour du Guangxi
  - 2e des Trois Jours de Bruges-La Panne
  - 2e du Grand Prix de l'Escaut
  - 2e de l'UCI Europe Tour
  - 3e de la Handzame Classic
- 2019
  - Clásica de Almería
  - Bredene Koksijde Classic
  - Eschborn-Francfort
  - Tour d'Italie :
    -  Classement par points
    - 2e et 5e étapes

  - 1re étape du Tour de Slovénie
  - 1re et 3e étapes du Tour de Pologne
  - 1re étape du Tour d'Allemagne
  - Grand Prix de Fourmies
  - Gooikse Pijl
  - 3e et 6e étapes du Tour du Guangxi
  - 2e de la Nokere Koerse
  - 2e de la Brussels Cycling Classic
  - 2e de la Primus Classic
  - 2e du Tour de Münster
  -  Médaillé de bronze du championnat d'Europe sur route
- 2020
  - Clásica de Almería
  - 1re étape du Tour des Émirats arabes unis
  - 2e et 3e étapes du Sibiu Cycling Tour
  - 1re et 2e étapes de Tirreno-Adriatico
  - 9e et 18e étapes du Tour d'Espagne
  - 2e du Trofeo Ses Salines-Campos-Porreres-Felanitx
  - 2e du Trofeo Playa de Palma-Palma
  - 2e du championnat d'Allemagne sur route
  -  Médaillé de bronze du championnat d'Europe sur route
- 2021
  - Prologue et 3e étape du Sibiu Cycling Tour
  - 2e, 3e et 5e étapes de la Semaine cycliste italienne
  - 1re étape du Tour d'Allemagne
  - 2e du Tour d'Allemagne
  - 2e du Grand Prix de Fourmies
  - 3e de la Classic Bruges-La Panne
  - 5e d'Eschborn-Francfort
- 2022
  - Bredene Koksijde Classic
  - 4e étape du Tour de Pologne
- 2023
  - 11e étape du Tour d'Italie
  - 1re étape du Tour d'Autriche
  - 2e de la Bredene Koksijde Classic
- 2025
  - Classique Dunkerque

### Résultats sur les grands tours

#### Tour de France
2 participations
- 2024 : 112e
- 2025 : 125e

#### Tour d'Italie
2 participations
- 2019 : 122e,  vainqueur du classement par points, vainqueur des 2e et 5e étapes
- 2023 : 82e, vainqueur de la 11e étape

#### Tour d'Espagne
2 participations
- 2020 : 131e, vainqueur des 9e et 18e étapes
- 2022 : 111e

### Classements mondiaux
| Année                                 | 2013  | 2014  | 2015 | 2016 | 2017 | 2018 | 2019 | 2020 | 2021 | 2022 | 2023 | 2024 |
| ------------------------------------- | ----- | ----- | ---- | ---- | ---- | ---- | ---- | ---- | ---- | ---- | ---- | ---- |
| UCI World Tour                        |       |       |      | nc   | 371e | 63e  |      |      |      |      |      |      |
| Classement mondial                    |       |       |      | 147e | 343e | 25e  | 7e   | 19e  | 50e  | 170e | 137e | 99e  |
| UCI Europe Tour                       | 1073e | 1057e | 239e | 103e | 179e | 2e   | 6e   | 17e  | 42e  | 139e | nc   | 80e  |
| UCI Asia Tour                         | nc    | nc    | nc   | 45e  | nc   | 436e |      |      |      |      |      |      |
|                                       |       |       |      |      |      |      |      |      |      |      |      |      |
| Légende : nc = non classéSource : UCI |       |       |      |      |      |      |      |      |      |      |      |      |

## Palmarès sur piste

### Championnats du monde juniors
- Moscou 2011
  -  Champion du monde de vitesse par équipes juniors (avec Max Niederlag et Benjamin König)
  - 4e de l'omnium

### Championnats d'Europe
- Anadia 2011
  -  Médaillé d'argent de la vitesse par équipes juniors
- Anadia 2012
  -  Champion d'Europe de l'omnium juniors
  -  Médaillé de bronze de l'américaine juniors

### Championnats d'Allemagne
- 2010

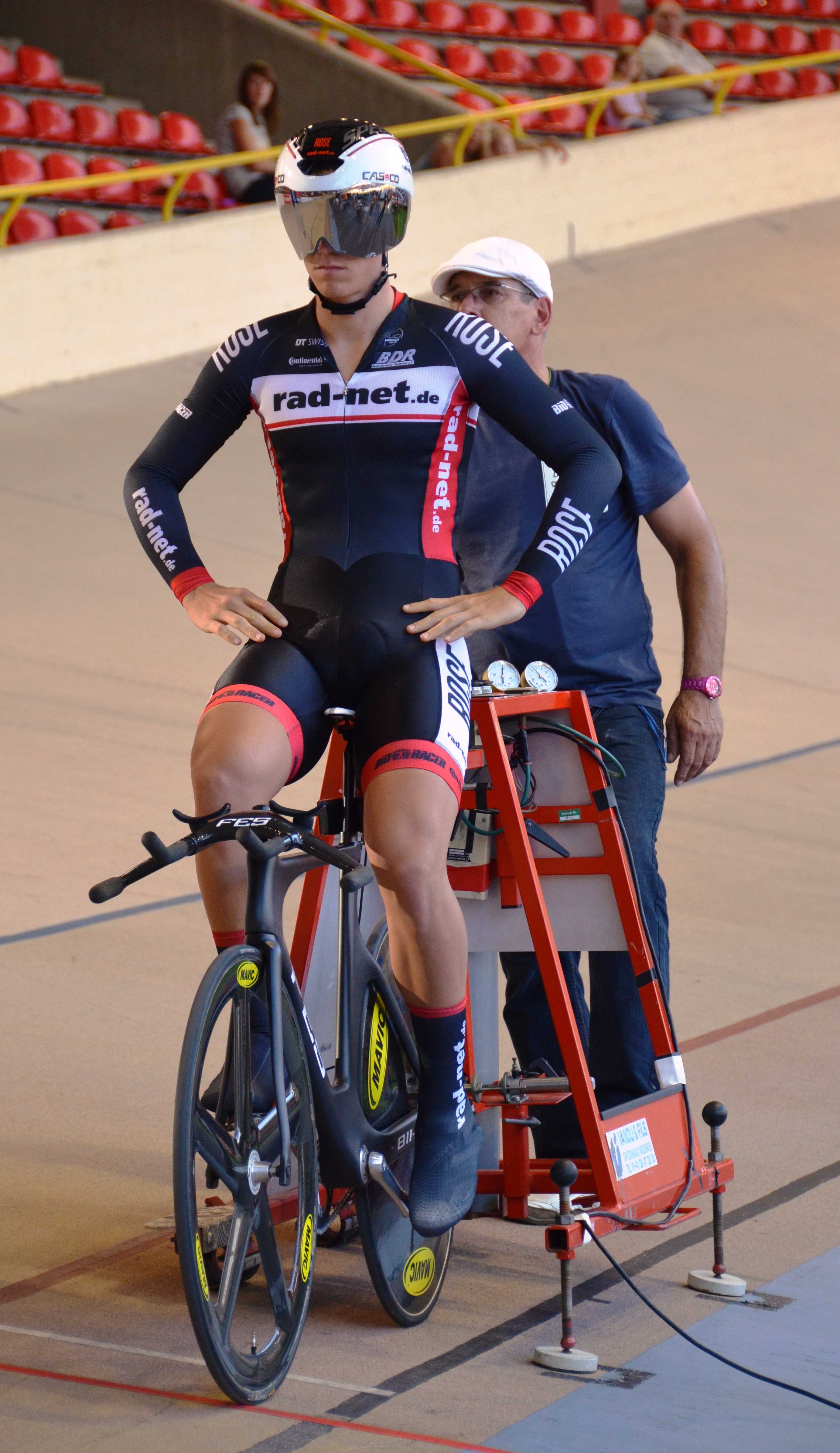
Aux championnats d'Allemagne sur piste de 2014.

  -  Champion d'Allemagne de vitesse individuelle cadets
  -  Champion d'Allemagne de vitesse par équipes cadets
- 2011
  -  Champion d'Allemagne du kilomètre juniors
  -  Champion d'Allemagne de vitesse par équipes juniors (avec Benjamin König et Jan May)
- 2012
  -  Champion d'Allemagne de course aux points juniors
  - 2e du scratch
- 2013
  - 2e de la vitesse par équipes
  - 2e du scratch
- 2014
  - 3e de l'américaine